# 张纯如
张纯如（英語：Iris Shun-Ru Chang，1968年3月28日—2004年11月9日），生於美國新澤西州普林斯頓，祖籍江苏淮安，畢業於美國伊利諾大學厄巴納香檳分校新聞系，是一位已故的美籍华裔歷史學家、社會活動家、作家。生前曾出版英文歷史著作《南京暴行：被遗忘的大屠杀》。張純如於2004年11月9日舉槍自殺。

## 生平

### 家世背景
张纯如父母为张绍进、张盈盈，從1949年移居臺灣。父親张绍进是台大物理系理論物理學状元博士，母亲张盈盈是台大生物化学教授博士。1962年张的父母移居美國。

### 經歷
1968年，张纯如出生于美国新泽西州普林斯顿。“纯如”之名，源自《论语》“乐其可知也；始作，翕如也；从之，纯如也，皦如也，绎如也，以成。”意为纯正和谐。
张纯如兩歲的時候，全家搬到伊利诺伊州尚佩恩厄巴纳，她在這裡長大。
之後畢業於美国伊利诺大学新闻系，后进入著名的霍普金斯大学写作研讨班（Writing Seminars），获文学硕士学位。曾在美联社和《芝加哥论坛报》工作，并成为媒体、杂志的自由撰稿人。她与大学同学Bretton Lee Douglas结婚，并有一个儿子Christopher。
1995年，张纯如出版第一部英文著作Thread of the Silkworm，中文版译名《中国导弹之父——钱学森之谜》（錢學森是主導中華人民共和國飛彈計畫的第一人），介绍了钱学森返回中国的史实和时代背景。
1997年出版其第二部英文专著The Rape of Nanking: The Forgotten Holocaust of World War II中文版译名《南京暴行：被遺忘的大屠殺》，敍述抗戰期間日軍的南京大屠殺。該書更是登上《紐約時報》暢銷書排行榜。她是麥克阿瑟基金會「和平與國際合作計畫」獎得主，並且獲得「國家科學基金會」、「太平洋文化基金會」與「哈利·杜魯門圖書館」（Harry Truman Library）贊助。 
2003年出版专著《美国华人：一部叙述史》（The Chinese in America）。该书在获得赞誉的同时，也受到了一些批评，例如Susan Jakes说：“她经常在反对种族成见时自己陷入一连串同样陈辞滥调有时还有侵略性的对中国色彩的赞美”“有时像是一部浪漫过头的幻想小说式的旅游指南，有时又像是民族主义的中国大陆教科书”。
2004年，张纯如在为其第四部著作有关二战期间美军在菲律宾的军事行动做研究期间，由于缺少睡眠而患上严重的忧郁症，2004年11月9日被发现在其汽车内自杀身亡。她留下的遗书声称自己被“CIA或其他的我永远不会了解的组织盯上了”“我觉得我走在街上被人跟踪，有白色面包车停在附近，我的邮箱被破坏，而且我相信我（因病）被关进诺顿病院是政府在设法令我声名扫地”“无法面对将来的痛苦与折磨”。2004年11月19日在旧金山出殡。美國230多家報紙、電臺、電視臺報道了這位華裔女作家的去世。她被埋葬在加州庫比蒂諾的Gate of Heaven天主教公墓。。
张纯如生前为美国华人组织百人会的成员，对于华裔在美国所受到的一些不公平待遇，常常提出批評：在李文和被控间谍案时，她对不公平做法予以谴责；对当时美国国会考克斯报告中的错误也曾公开予以反驳。

## 《南京暴行：被遗忘的大屠杀》一书
《南京暴行：被遗忘的大屠杀》是她的第二本作品，于1997年（南京大屠杀60周年）由美国Basic图书公司出版。她和她的这本书在全世界造成了震动，该书曾经登上纽约时报畅销书排行榜十周之久，张纯如也成为继《喜福会》作者谭恩美之后第二位登上该畅销书榜的华裔作家。该书其后再版了15次，印量达50万册。《南京暴行：被遗忘的大屠杀》是第一本用英语写成的、有关南京大屠杀的长篇著作。该书首次让西方国家全面了解了日本犯下的罪行。《纽约时报》称之“60多年首次打破中、日、美国的沉默”。《纽约读书人书评》称赞它为年度最佳书籍之一。该书引用了大量中方，日方，以及来自英美的第三方的亲历者的资料。许多资料都是张纯如在为写作此书的研究过程中挖掘出来，并首次公之于众。比如，《拉贝日记》和《沃特林日记》。不过，对《南京暴行：被遗忘的大屠杀》一书中采纳的某些史料及其历史解读，学界中也存在着一些争议。历史研究者阿尔文·库克斯说：“无疑地张的书作为历史书是缺陷的，而作为政治鼓动下游击队式的宣传则是成功的，张的同情心难道不应延伸到如何治疗旧伤而不是去揭开它吗？”
因为此书的流行和影响，一些人在张纯如生前、身后对她个人进行了攻击。

## 著作
- 《中国导弹之父——钱学森之谜》，（美）张纯如著，张定绮、许耀云译，台北市：天下文化出版公司，1996年。ISBN 978-957-621-355-7。
- 《南京暴行：被遗忘的大屠杀》，（美）张纯如著，孙英春等译，北京：东方出版社，1998年。ISBN 978-7-5060-1052-8。
- 《美國華人史：十九世紀至二十一世紀初，一百五十年華人史詩》，張純如著，陳榮彬譯，臺北市：遠足文化，2018年。ISBN 9789578630819。

## 影响

### 評價
- 美國已故歷史學家斯蒂芬·E·安布羅斯形容她為「可能是美國最優秀的年輕歷史學家」[28]
- 《洛杉磯時報》評價張純如是「傑出的歷史學家和人權鬥士」[29]

### 荣誉与獎項
- 麥克阿瑟基金會「和平及國際合作獎」[3]
- 美華協會「年度風雲女性獎」[3]
- 美國華裔組織（英语：Organization of Chinese Americans）為張純如授予「國家年度女性」[30]，這本書的名氣促使張純如進行一個超過一年半、造訪65個城市的漫長巡迴宣傳活動。[31]
- 俄亥俄州烏斯特學院暨加州州立大學東灣分校榮譽博士學位[3]

### 中華民國褒揚令
2015年8月25日上午，馬英九總統親自頒發褒揚令給予美籍華裔已故作家張純如，由張純如的父親張紹進博士代表接受。
全文為：
|  | 華裔美籍作家張純如，明慧毓秀，貞毅高華。早歲卒業美國伊利諾大學厄巴納香檳分校新聞系，旋獲約翰霍普金斯大學碩士學位，白玉映沙，文藻斐然。先後出版《中國飛彈之父－錢學森之謎》、《在美華人》等暢銷名作，尤以《被遺忘的大屠殺－1937南京浩劫》一書，秉執鏗鏘張力刀筆，揭露強權暴虐真相；兼具獨特文化背景，眷懷人權公民議題，遠泝博索，正本澄源；殷憂啟聖，醒世洪鐘，該書為世界上第一本以英文寫成有關南京大屠殺之長篇著作。曾登上紐約時報非小說類暢銷書排行榜十週之久，再版十五次，銷售五十萬冊以上，極受好評，再次掀起全球檢視二戰日軍罪行浪潮，引發國際社會巨大迴響，為我抗戰死難軍民同胞作歷史見證。嗣宣勤筆耕，撰寫報章雜誌專文，受邀電視電臺特訪，屢見《紐約時報》、《洛杉磯時報》、《新聞週刊》暨《夜線》、《早安美國》等平面電子媒體，拒斥右翼分子恫嚇，闓闡和平正義公理，容寂端視，立掃千言；洞中肯綮，時論譽稱。曾獲頒麥克阿瑟基金會「和平及國際合作獎」、美華協會「年度風雲女性獎」、俄亥俄州烏斯特學院暨加州州立大學東灣分校榮譽博士學位等殊榮，琦行聲采，卷帙揚芬。詎意攖疾陷身，迺以芳華驟逝，悼惜彌深，應予明令褒揚，用昭志節，而表遺徽。 |

## 纪念

### 紀念張純如的出版物
- 《否認及其代價：對70年前南京大屠殺及其後的反思：張純如紀念散文大賽2007最佳散文》（The Denial and Its Cost: Reflections on the Nanking Massacre 70 Years Ago and Beyond: Best Essays from Iris Chang Memorial Essay Contest 2007），張純如紀念基金，紐約：舒適之家出版社，2008年。ISBN 9781593430801。（英文版）
- 《尋找張純如：友誼，雄心，非凡精神的失落》（Finding Iris Chang: Friendship, Ambition, and the Loss of an Extraordinary Mind），葆拉·卡蔓（Paula Kamen）著，達卡波出版社，2007年。ISBN 9780306817250。（英文版）
- 《忘不了的女士：〈南京暴行：被遗忘的大屠杀〉前後的張純如》（The Woman Who Could Not Forget: Iris Chang before and Beyond the Rape of Nanking），張盈盈著，理查德·羅德斯（Richard Rhodes）介紹，飛馬出版社，2011。ISBN 9781605981727。（英文版）
- 《發現張純如》2007年出版發行。[34]

### 纪录片
2007年上映了紀錄片《張純如：南京大屠殺》。

### 雕像

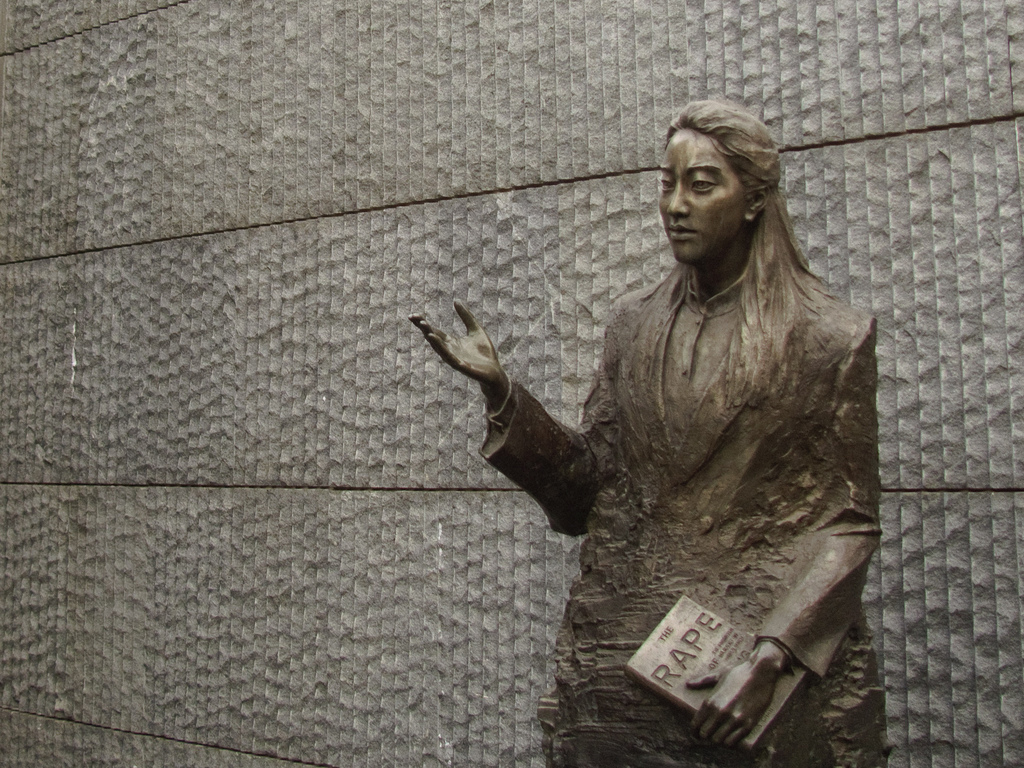
立於侵华日军南京大屠杀遇难同胞纪念馆的張純如塑像

中國江苏南京市为她制作两尊雕塑，一座放在南京侵华日军南京大屠杀遇难同胞纪念馆，另一座放在美国斯坦福大学胡佛研究院

### 张纯如纪念馆
2017年4月7日张纯如纪念馆在中國江苏淮安正式开馆，父亲张绍进、母亲张盈盈在淮安参加开馆典礼。该纪念馆坐落于淮安古淮河北岸，占地面积3.6万平方米，布展面积约1000平方米。

### 张纯如纪念公园
在加州圣何塞张纯如生前住所附近，2019年11月9日建立了一座张纯如纪念公园 。公园以圆弧、涟漪造型，回应张纯如生前曾鼓励其母校学弟学妹要以“一人力量” 改变社会。当时圣何塞准备修建一座社区公园，征求冠名意见，张纯如的父母去市府陈清，得以以张纯如的名字冠名。

### 引用
1. ↑  张盈盈. . 世界日报. 2024-11-03  [2024-11-10]. （原始内容存档于2025-04-27）.
2. ↑  孙宅巍. . 澎湃新闻. 2024-11-08  [2024-11-10]. （原始内容存档于2024-11-30）.
3. 1 2 3 4 5 6 7  . 张纯如官方纪念网站.   [2008-12-16]. （原始内容存档于2020-12-14）.
4. 1 2 3 4 5  Kamen, Paula. . Da Capo Press. 2007. ISBN 9780306817250.
5. ↑  . Asian Political News. 1999-05-03  [2008-12-24]. （原始内容存档于2010-05-28） （英语）.
6. 1 2  Chang, Ying-Ying  張盈盈. . introduction by Richard Rhodes. Pegasus Books. 2011. ISBN 9781605981727.
7. ↑  .   [2013-07-13]. （原始内容存档于2019-05-24）.
8. ↑  . TIME.com. 2003-08-04  [2012-06-18]. （原始内容存档于2013-08-27）.
9. ↑  Charles Burress. . San Francisco Chronicle. 2004-11-11  [2008-12-24]. （原始内容存档于2012-05-20） （英语）.
10. ↑  Heidi Benson. . San Francisco Chronicle. 2005-04-17  [2012-06-03]. （原始内容存档于2011-08-05） （英语）.
11. ↑  趙文斌. . 新华网. 2004年11月29日  [2008-12-15]. （原始内容存档于2011-09-08） （中文（繁體））.
12. ↑  .   [2016-12-13]. （原始内容存档于2016-12-20）.
13. ↑  Benson, Heidi. . SFGATE. 2004-11-20  [2021-10-05]. （原始内容存档于2021-10-05） （美国英语）.
14. 1 2  . 纽约时报. 2004-11-12  [2007-11-26]. （原始内容存档于2015-07-09） （英语）.
15. 1 2 3  何文琦. . 深圳商报. 2007年11月25日  [2008-12-15]. （原始内容存档于2013-04-28） （中文（简体））.
16. 1 2 3 4  吴跃农. . 《人物》杂志. 2005, (2005年第2期)  [2008-12-16]. （原始内容存档于2009-05-04） （中文（简体））.
17. ↑  . The official home page of Iris Chang.   [2008-12-15]. （原始内容存档于2010-02-10） （英语）.
18. ↑  林蔚. . 《瞭望东方周刊》. 2004, (2004年第48期)  [2008-12-16]. （原始内容存档于2013-05-02） （中文（简体））.
19. ↑  Joshua A. Fogel. . The Journal of Asian studies. 1998年8月, 57 (3): 818–820  [2007-07-21]. （原始内容存档于2020-12-14） （英语）.
20. ↑  程兆奇. . 《史林》. 2002, (2002年03期)  [2008-12-25]. CN 31-1105/K. ISSN 1007-1873. （原始内容存档于2013-05-03） （中文（简体））.
21. ↑  Charles Burress. . San Francisco Chronicle. 1998-07-26  [2008-12-15]. （原始内容存档于1999-10-01） （英语）.
22. ↑  Robert E. Entenmann. . H-Net Reviews. October 1998  [2008-12-24]. （原始内容存档于2008-12-11） （英语）.（拷贝 （页面存档备份，存于））
23. ↑  Alvin D Coox.  (PDF). Japan Echo. 2000, 27 (1): 51  [2012-06-03]. （原始内容存档 (PDF)于2016-03-04）.
24. ↑  谭克华; 付宇. . 新浪网. 法制晚报. 2004-11-15  [2021-10-05]. （原始内容存档于2021-10-05） （中文）.
25. ↑  . 兰州晨报. 2004-11-16  [2021-01-21]. （原始内容存档于2004-11-19） （中文（简体））.
26. ↑  Timothy M. Kelly. . 江户川大学. 2000  [2008-12-15]. （原始内容存档于2009-02-14） （英语）.
27. ↑  . 1999-12-18  [2008-12-15]. （原始内容存档于2008-12-12） （英语）.
28. ↑  Oliver August. . The Times. 2005-03-17  [2020-12-15]. （原始内容存档于2020-02-26） （英语）.
29. ↑  Dennis McLellan. . Los Angeles Times. 2004-11-11  [2020-12-15]. （原始内容存档于2020-12-15） （英语）.
30. ↑  Charles Burress; Chronicle Staff Writer. . SFGate.com. 1998-07-26  [2020-12-15]. （原始内容存档于2020-12-14） （英语）.
31. ↑  Heidi Benson. . SFGate.com. 2005-04-17  [2020-12-15]. （原始内容存档于2020-01-02） （英语）.
32. ↑  . 中華民國總統府. 2015-08-25  [2021-01-21]. （原始内容存档于2021-01-21）.
33. ↑  . 中華民國總統府. 2015-09-02  [2021-01-21]. （原始内容存档于2021-01-21）.
34. ↑  . Chicago Reader. 2007-11-01  [2007-11-11]. （原始内容存档于2021-01-12）.
35. ↑  Chang, Iris. . New York, NY: Basic Books. 2011: 224. ISBN 978-0-46506836-4.
36. ↑  . Reel Iris Productions.   [2007-11-17]. （原始内容存档于2021-01-13）.
37. ↑  亮亮. . 联合早报. 2018-07-14  [2021-01-21]. （原始内容存档于2021-01-21） （中文（简体））.
38. ↑  . 中国新闻网. 2007年2月2日  [2008-12-24]. （原始内容存档于2009-05-04） （中文（简体））.
39. ↑  中新社. . 澎湃新闻.   [2017-04-08]. （原始内容存档于2020-08-21）.
40. ↑  张纯如纪念公园